# Hello (casa discografica)
La Hello è stata una casa discografica italiana.

## Storia della Hello
Fondata dal cantante Luciano Rondinella (fratello minore del più noto Giacomo Rondinella), l'etichetta è stata attiva dalla seconda metà degli anni '60 fino agli anni '80; in alcune pubblicazioni la denominazione è riportata come Hello Record, in altre ancora come  Hello Records.
Hanno inciso per la Hello, oltre allo stesso Rondinella, artisti come Mario Trevi, Giulietta Sacco, Nancy Cuomo, Angela Luce e Pino Mauro; inoltre ha pubblicato alcuni dischi per l'etichetta anche il comico Franco Franchi.
Per la distribuzione si è spesso appoggiata ad altre etichette, tra cui per un certo periodo alla RCA Italiana.

## I dischi pubblicati
Tutte le informazioni riguardanti i dischi, compreso il numero di catalogo e la datazione provengono dai supporti fonografici dell'archivio della Discoteca di stato italiana.

### 33 giri
| Numero di catalogo | Anno | Interprete                    | Titolo Album                           |
| ------------------ | ---- | ----------------------------- | -------------------------------------- |
| ZSEL 55404         | 1973 | Mario Merola                  | Volume primo                           |
| ZSEL 55405         | 1973 | Mario Merola                  | Volume secondo                         |
| ZSEL 55414         | 1974 | Pino Mauro                    | Carcerato                              |
| ZSEL 55421         | 1974 | Pino Mauro                    | 'Ncatenato a tte!                      |
| ZSEL 55427         | 1975 | Pino Mauro                    | Poeti e musicisti dell'800 napoletano  |
| ZSEL 55430         | 1975 | Antonio Buonomo               | Ma che simpatico                       |
| ZSEL 55431         | 1975 | Giulietta Sacco               | Volume 5°                              |
| ZSEL 55432         | 1975 | Angela Luce                   | Sò palummella cu e scelle d'oro        |
| ZSEL 55439         | 1975 | Angela Luce                   | Angela Luce Volume 2                   |
| ZSEL 55441         | 1975 | Mario Merola                  | Vol. 5°                                |
| ZSEL 55443         | 1976 | Angela Luce                   | Poesie dette da Angela Luce            |
| ZSEL 55446         | 1976 | Angela Luce                   | E a Napule ce sta'                     |
| ZSEL 55447         | 1976 | Antonio Buonomo               | La femminista                          |
| DZSEL 55450        | 1977 | Antonio Buonomo               | Momento giusto... ragazza sbagliata... |
| ZSEL 55452         | 1977 | Angela Luce                   | Cafè Chantant Hello                    |
| ZSEL 55457         | 1977 | Giulietta Sacco e Angela Luce | Comme se canta a Napule                |
| ZSEL 55484         | 1978 | Giulietta Sacco               | Io, Giulietta Sacco                    |

### 45 giri
| Numero di catalogo | Anno | Interprete                        | Titolo Album                                                        |
| ------------------ | ---- | --------------------------------- | ------------------------------------------------------------------- |
| HR 9019            | 1969 | Mario Merola                      | Ciente appuntamente/Capricciusella                                  |
| HR 9020            | 1969 | Mario Merola                      | Abbracciame/Mare...! Mare...!                                       |
| HR 3001            | 1970 | Franco Franchi                    | 'A mossa/'O divorzio                                                |
| HR 3004            | 1970 | Angela Luce                       | 'O divorzio/Carissima mamma                                         |
| HR 3008            | 1970 | Luciano Rondinella                | Tarantellissima/Che bene voglio a tte!                              |
| HR 6005            | 1970 | Franco Mito                       | La pagherai/La fine di un amore                                     |
| HR 9022            | 1970 | Mario Merola                      | Signora 'nfamità/'O milurdino                                       |
| HR 9025            | 1970 | Mario Merola                      | Nnammurato 'e te!/'O giurnale                                       |
| HR 9027            | 1970 | Mario Merola                      | Chitarra rossa/Salutammela                                          |
| HR 9029            | 1970 | Giulietta Sacco                   | Malata d'ammore/Malincunia                                          |
| HR 9031            | 1970 | Miranda Martino                   | Aquarius/Sympathy                                                   |
| HR 9033            | 1970 | Luciano Rondinella                | Ma che vvuò!/'O meglio guappo                                       |
| HR 9034            | 1970 | Mario Merola                      | L'urdema carta/Chella d''o terzo piano                              |
| HR 9037            | 1970 | Franco Franchi e Ciccio Ingrassia | Cerentoluzzo parte 1/Cerentoluzzo parte 2                           |
| HR 9038            | 1970 | Franco Franchi e Ciccio Ingrassia | La lampada di Alaciccio parte 1/La lampada di Alaciccio parte 2     |
| HR 9039            | 1970 | Franco Franchi e Ciccio Ingrassia | Pollifranco e Polliciccio parte 1/Pollifranco e Polliciccio parte 2 |
| HR 9040            | 1970 | Mario Trevi                       | Gennarino, unò... due!.../'A femmena                                |
| HR 9041            | 1971 | Mario Merola                      | 'A camorra/Amico, permettete!                                       |
| HR 9042            | 1971 | Franco Franchi                    | Cu fu...Cu fu?!/Ti voglio bene                                      |
| HR 9054            | 1971 | Franco Franchi                    | 'A dieta/Sceriffo Frank                                             |
| HR 9056            | 1971 | Mario Merola                      | Stella nera/Cielo e mare                                            |
| HR 9057            | 1971 | Giacomo Rondinella                | Guaglio', chella t'mbroglia/Surriento                               |
| HR 9069            | 1971 | Mario Merola                      | Via nova/Ddoje serenate                                             |
| HR 9070            | 1971 | Mario Merola                      | Chitarrata tragica/A Montevergine                                   |
| HR 9074            | 1971 | Mirna Doris                       | Core 'ngrato/I' te vurria vasà                                      |
| HR 9079            | 1972 | Mario Merola                      | 'O festino/'A legge                                                 |
| NP 9082            | 1972 | Mario Merola                      | Lacreme napulitane/Tatonno se nne va                                |
| HR 9085            | 1972 | Mario Merola                      | Mamma addò stà?/Chiove                                              |
| HR 9095            | 1972 | Luciano Rondinella                | 'O bastone di mio nonno/'O pigno                                    |
| HR 9096            | 1972 | Pino Mauro                        | O chiammavano santità/'A cantina                                    |
| HR 9097            | 1972 | Pino Mauro                        | 'A pena 'e morte/Tore 'o sfriggiato                                 |
| HR 9106            | 1972 | Pino Marchese                     | Vocca busciarda/Malasera                                            |
| HR 9109            | 1973 | Pino Mauro                        | Calibro 9/N'appuntamento                                            |
| HR 9111            | 1973 | Roberto Rondinella                | Non parlarmi d'amore/Che fa, che importanza ha                      |
| HR 9114            | 1973 | Nancy Cuomo                       | It takes too long to learn to live alon/Yes, I wil                  |
| HR 9115            | 1973 | Mario Arena                       | Comm''a 'na rondine/Pè 'na vocca rossa                              |
| NP 9118            | 1973 | Pino Mauro                        | 'Ncatenato a tte!/'A paranza                                        |
| NP 9120            | 1973 | Pino Mauro                        | 'O capobanda/Carmela rischiatutto                                   |
| NP 9121            | 1973 | Antonio Buonomo                   | Pistola contralto...pistola tenore/Marianto' mbo' mbo'              |
| NP 9122            | 1973 | Antonio Buonomo                   | 'O guappo nnammurato/'A serenata a masto Achille                    |
| NP 9124            | 1973 | Antonio Buonomo                   | Schiattoso tango/'O sparaglione                                     |
| NP 9125            | 1973 | Pino Mauro                        | 'A croce mia/Eternamente                                            |
| NP 9126            | 1973 | Pino Mauro                        | 'A tirata/Conflitto a ffuoco                                        |
| NP 9127            | 1973 | Pino Mauro                        | 'O sposo nun songh'io/'A cassiera d''o bar                          |
| NP 9128            | 1973 | Pino Mauro                        | Questione 'e tuocco/'O schiaffo                                     |
| NP 9129            | 1973 | Pino Mauro                        | Te lasso/Aniello a fede                                             |
| NP 9130            | 1973 | Pino Mauro                        | 'O sfreggio/Fantasia                                                |
| NP 9131            | 1973 | Pino Mauro                        | 'Nnanze a corte/Malavita                                            |
| NP 9140            | 1973 | Pino Mauro                        | 'O mpicciuso d''a Sanità/'O ricercato                               |
| NP 9141            | 1973 | Pino Mauro                        | 'A polizia ringrazia/'O 'nfamone                                    |
| NP 9143            | 1973 | Tony Raico                        | Se penso a te/Una voglia matta                                      |
| NP 9144            | 1974 | Pino Mauro                        | Ma che pazzia/L'ultima sera cu te                                   |
| NP 9147            | 1974 | Pino Mauro                        | P''e figlie/'O sparaposa                                            |
| NP 9151            | 1974 | Pino Mauro                        | Uomini d'onore/'O pasturiello                                       |
| NP 9152            | 1974 | Pino Mauro                        | 'O carcere/'O colloquio                                             |
| NP 9157            | 1974 | Angela Luce                       | Amore a volontà/Tarantella gelosa                                   |
| NP 9158            | 1974 | Angela Luce                       | L'addio/Napule ca se ne va                                          |
| NP 9159            | 1974 | Antonio Buonomo                   | Ah, Matalena!/Miette 'a meglia!...                                  |
| NP 9160            | 1974 | Pino Mauro                        | Perdutamente/'A santanotte                                          |
| NP 9162            | 1974 | Aldo Giuffré                      | La ballata dell'emigrante/Tema di Mabel                             |
| NP 9164            | 1974 | Il Nuovo Mondo                    | Carnevale/Sorrisi mai, carezze mai                                  |
| NP 9170            | 1975 | Pino Mauro                        | Grazie Marì/'A lambretta rossa                                      |
| NP 9172            | 1975 | Luciano Rondinella                | Nun m'arrenne/Resta ancora mia                                      |
| NP 9173            | 1975 | Nino Minieri                      | Vai via con lui/T'ho telefonato                                     |
| NP 9175            | 1975 | Pino Mauro                        | Pucerialo amaro/Pè tte                                              |
| ZEL 50470          | 1975 | Angela Luce                       | Ipocrisia/Per amare lui                                             |
| ZEL 50471          | 1975 | Angela Luce                       | Cara amica mia/Quando sarai con l'altra                             |
| ZEL 50487          | 1975 | Antonio Buonomo                   | Era di lunedì/........                                              |
| ZEL 50491          | 1976 | Pino Marchese                     | 'O mammasantissima/Vocca busciarda                                  |
| ZEL 50492          | 1976 | Antonio Buonomo                   | La femminista/L'angelo del focolare                                 |
| ZEL 50493          | 1976 | Edizione Straordinaria            | Distrazione/Continua a vestirti                                     |
| ZEL 50496          | 1976 | Antonio Buonomo                   | Baby Blue/Mandami in palestra                                       |
| ZEL 50497          | 1976 | Pino Mauro                        | Faccella 'e santa/'A catenella d'oro                                |